# Radha Mitchell
Radha Mitchell właściwie Radha Rani Amber Indigo Anunda Mitchell (ur. 12 listopada 1973 w Melbourne) – australijska aktorka.

## Filmografia
- 1998: Sztuka wysublimowanej fotografii (High Art) – Syd
- 1998: Koszmarna wizja (Cleopatra's Second Husband) – Sophie
- 1999: Największa szansa (Kick) – Tamara Spencer
- 2000: Pitch Black – Carolyn Fry
- 2001: Niczyje dziecko (Nobody's Baby) – Shauna Louise
- 2001: Powstanie (Uprising) – Mira Fuchrer
- 2001: Gdy zjawią się obcy (When Strangers Appear) – Beth
- 2002: Telefon (Phone Booth) – Kelly Shepard
- 2003: Goście (Visitors) – Georgia Perry
- 2004: Marzyciel (Finding Neverland) – Mary Barrie
- 2004: Melinda i Melinda (Melinda and Melinda) – Melinda
- 2004: Człowiek w ogniu (Man on fire) – Lisa Martin Ramos
- 2005: Zaklęte serca (Mozart and the Whale) – Isabelle Sorenson
- 2006: Połowiczny rozpad Timofieja Bierezina (Pu-239, The Half-Life of Timofey Berezin) – Marina
- 2006: Silent Hill – Rose Da Silva
- 2007: Zabójca (Rogue) - Kate Ryan
- 2008: Henry Poole powrócił (Henry Poole Is Here) – Dawn Stupek
- 2008: Dzieci z Jedwabnego Szlaku (The Children of Huang Shi) – Lee Pearson
- 2009: Złodziejski kodeks (Thick as Thieves) – Alexandra Korolenko
- 2009: Surogaci (Surrogates) – agentka Peters
- 2010: Crazies (Crazies) – Judy
- 2012: Silent Hill: Apokalipsa (Silent Hill: Revelation 3D) – Rose Da Silva
- 2013: Polowanie na łowcę (The Frozen Ground) – Allie Halcombe
- 2016: Duchy kanionu (The Darkness) - Bronny
- 2018 The Romanoffs - Victoria Hayward
- 2018: Swinging Safari – Jo Jones